# Křídla
Křídla (německy Kriedel) jsou obec v okrese Žďár nad Sázavou v Kraji Vysočina. Žije zde 374 obyvatel. Obec leží na hranici CHKO Žďárské vrchy.

## Název
Vesnice získala své jméno od toho, že svou podobou nějak připomínala křídla.

## Historie
První písemná zmínka o obci pochází z roku 1376 (de Krzidyl). Původně obec patřila k panství křižanovskému a od roku 1464 k panství pernštejnskému. Rychta čp. 1, kde býval i pivovar, má svůj původ v 16. století. V letech 1959–1963 byl z hospodářské části zbudován kulturní dům. Jeho venkovní část je vyzdobena sgrafity a uvnitř jsou instalovány obrazy znázorňující domy v obci, vše věnoval obci místní rodák akademický malíř Jan Blažek. Rychta je dnes majetkem obce. K obci patří také samota Lamplotův mlýn (1587) a památkově chráněná zvonička z roku 1843.

## Obyvatelstvo
| Rok            | 1869 | 1880 | 1890 | 1900 | 1910 | 1921 | 1930 | 1950 | 1961 | 1970 | 1980 | 1991 | 2001 | 2011 | 2021 |
| -------------- | ---- | ---- | ---- | ---- | ---- | ---- | ---- | ---- | ---- | ---- | ---- | ---- | ---- | ---- | ---- |
| Počet obyvatel | 352  | 366  | 354  | 321  | 354  | 334  | 314  | 276  | 283  | 289  | 281  | 276  | 270  | 328  | 368  |
| Počet domů     | 53   | 52   | 53   | 53   | 52   | 54   | 60   | 68   | 66   | 65   | 69   | 75   | 81   | 99   | 97   |

## Obecní správa a politika
V letech 1869–1960 Nová Ves Křídla byla obcí v okrese Nové Město na Moravě (1869–1930) (v letech 1869–1900 Nové Město) a později v okrese Žďár nad Sázavou (v roce 1950 okres Žďár). V letech 1961–1980 patřila jako část obce k Nové Vsi u Nového Města na Moravě. Od 1. července 1980 do 31. prosince 1991 patřila jako část města k Novému Městu na Moravě a od 1. ledna 1992 jsou opět samostatnou obcí.

### Politika
V letech 2006–2010 působil jako starosta Josef Novotný, v letech 2010–2022 byl starostou obce Ing. Zdeněk Tatíček, od roku 2022 tuto funkci vykonává Lukáš Čech.

### Obecní symboly
Znak a vlajka byly obci uděleny rozhodnutím předsedy Poslanecké sněmovny Parlamentu České republiky dne 27. června 2001.

## Kultura
V místním kulturním domě se každoročně v druhé polovině září koná malý bigbítový festival. V obci se též udržuje tradice ochotnického divadla od roku 1923 až do dnešních dnů. V obci je také fungující sbor dobrovolných hasičů.

## Školství
- Základní škola a Mateřská škola Křídla

## Pamětihodnosti
- Zvonička